# 594032 Reyhersamuel
594032 Reyhersamuel è un asteroide della fascia principale. Scoperto nel 2004, presenta un'orbita caratterizzata da un semiasse maggiore pari a 2,6240151 au e da un'eccentricità di 0,2422047, inclinata di 31,47295° rispetto all'eclittica.
L'asteroide è dedicato al matematico tedesco Samuel Reyher (1635–1714).